# Čedo Vuković
Pour les articles homonymes, voir Vuković.
Čedo Vuković, né le 28 septembre 1920 à Đulići et mort le 7 avril 2014 à Budva, est un écrivain monténégrin.
Čedo Vuković était un écrivain prolifique mais son œuvre principale est Mrtvo Duboko, dans laquelle un partisan se cache des Tchetniks dans un village monténégrin. Il a également écrit de la littérature pour la jeunesse et des pièces de théâtre.

## Source
- (en) Cet article est partiellement ou en totalité issu de l’article de Wikipédia en anglais intitulé « Čedo Vuković » (voir la liste des auteurs).